# Aleksandar Ravlić
Aleksandar „Aco“ Ravlić (Bosanski Brod, 1929. — Rijeka, 15. septembar 2005) bio je bosanskohercegovački novinar, fotograf i publicista. Najveći dio radnog vijeka proveo je u Banjaluci.

## Biografija
Rođen je 1929. godine u Bosanskom Brodu, a život je proveo u Banjaluci. Do odlaska u penziju 1990. godine bio je profesionalni novinar i dugogodišnji rukovodilac dopisništva zagrebačkog „Vjesnika“ iz Banjaluke. Publicistikom je počeo da se bavi početkom 1950-ih, od kada istražuje u prvom redu banjalučku prošlost. Uporedo s tim je bio zapažen društveni radnik, posebno u sportu, u kojemu je obavljao mnogobrojne važne dužnosti u klubovima i savezima, te organizacionim odborima u Banjoj Luci i Bosanskoj krajini. Bio je član i više izvršnih odbora u Bosni i Hercegovini i Jugoslaviji. Inicijator je izgradnje sportske dvorane „Borik“.
Autor je brojnih publikacija o Banjaluci i njenoj prošlosti, mahom većeg formata, koje cjelovito ili izdvojeno tretiraju ovu temu. (v. bibliografiju ispod) Osim o Banjaluci, objavio je monografije i drugih mjesta: Laktaši (1971), Cazin-FK Krajina (1983), Ljetopisi Cazin-Krajina (1984), Velika Kladuša (1987), Spomenica „Krajine“ (1990), Kolonija skulptura „Ostrožac“ (1990) i dr. Značajno je objavljivanje njegovih radova u brojnim koautorskim publikacijama i zbornicima radova. Sudionik je više naučnih skupova. Ravlić je također autor više dokumentarnih izložbi priređenih u Cazinu i Banjaluci.
Uz svakodnevni posao, istraživanje prošlosti i pisanje, Ravlić se bavio i fotografijom. U publikacijama kojima je autor i brojnim drugim drugih autora, objavljeno je više stotina njegovih crno-bijelih i kolor snimaka, dok je mnogo snimaka objavljeno u dnevnicima „Vjesnik“ i „Sportske novosti“, odnosno nedjeljnicima kuće Vjesnik. Ravlićev kolor snimak — „Karneval na Vrbasu“, načinjen pod zidinama tvrđave Kastel, na Vrbasu, je odabran za prvi turistički plakat Banjaluke, koji se pojavio u julu 1979.
Dobitnik je više značajnih priznanja među kojima se ističu: Nagrada „Veselin Masleša“ za oblast kulture SO Banja Luka (1975), Plaketa SO Cazin - najznačajnije priznanje Cazina (1985), Nagrada za životno djelo Udruženja sportskih novinara Jugoslavije (1983), Dvadesetpetomajske nagrade SR BiH (1981), zatim dviju plaketa Sportskih novosti, Srebrne plakete Vjesnika.
Usljed ratnih prilika Ravlić je Banjaluku napustio 1994. godine i nastanio se u Rijeci, gdje je živio do svoje smrti. Nakon napuštanja Banjaluke, sarađivao je u publikacijama Hrvatske matice iseljenika i bio urednik njenog zbornika od 1994. do 1999. godine. Objavio je i više knjiga, među kojime je posebno bila zapažena monografija o znamenitoj, u proteklom ratu porušenoj banjolučkoj džamiji Ferhadiji, te dvije knjige „Banjolučkih povijesnih listića“. Prvi put posle odlaska, Ravlić je grad posjetio tajno 1998. godine, jer je strahovao zbog priča određenog broja ljudi za koje je bio nepoželjan. Od tada do kraja života je dolazio još samo dva puta. Preminuo je 2005. godine u Rijeci.

## Izabrana bibiliografija
- 35 godina Borca (1961)
- 100 potresnih dana Banja Luke (1970)  83058695  7483910
- Pola stoljeća Borca (1976)  64229132  64229132
- Banja Luka - razdoblja i stoljeća (1979)  49237767
- Banja Luka - napori i radosti (1985)  326918  326918
- Drugo stoljeće hotela „Bosna“ (1986)  64228108
- Jelšingrad 50 (1937-1987)  92696839
- Banja Luka grad - Town of Banja Luka (1990. i 1992)  12950018  12950018
- Banjalučka Ferhadija - ljepotica koju su ubili (1996)
- Banjalučki povijesni listići I (2001)
- Banjalučki povijesni listići II (2003)

## Literatura
- Ćosić, Anto (2000). Vrijeme mraka: banjalučki dnevnik ; [predgovor Aleksandar Ravlić]. Zagreb: Vikarijat Banjalučke biskupije. Архивирано из оригинала 05. 09. 2020. г. Приступљено 29. 12. 2019.
- Ravlić, Aleksander-Aco (2002). Banjaluka u prošlosti. 1 : -Drugo (banjalučko) izdanje-. Banja Luka: Nezavisne novine.  73240  73240  73240
- 214805260  214805260

## Spoljašnje veze
- Radovi Aleksandra Ravlića u Virtualnoj biblioteci Srbije http://www.vbs.rs[мртва веза]
- Radovi Aleksandra Ravlića u Virtualnoj biblioteci Republike Srpske http://www.rs.cobiss.net[мртва веза]
- Ravlić calling, intervju vrbas.blogger.ba Архивирано на веб-сајту  (3. децембар 2017)